# Malé Dvorníky
Malé Dvorníky és un poble i municipi d'Eslovàquia que es troba a la regió de Trnava, a l'oest del país.

## Història
La primera menció escrita de la vila es remunta al 1336.

## Demografia
| Godina             | 1994 | 2004    | 2014    | 2024    |
| ------------------ | ---- | ------- | ------- | ------- |
| Nombre de persones | 813  | 942     | 1087    | 1197    |
| Diferència         |      | +15,86% | +15,39% | +10,11% |

| Godina             | 2023 | 2024   |
| ------------------ | ---- | ------ |
| Nombre de persones | 1187 | 1197   |
| Diferència         |      | +0,84% |